# محمد عباس
الفريق / محمد عباس حلمي هاشم، هو قائد طيار عسكري مصري من مواليد 20 يناير 1961. تخرج من الكلية الجوية المصرية في 1 أبريل 1982، وشَغِلَ سابقًا منصب وزير الطيران المدني كما شَغِلَ منصب قائد القوات الجوية المصرية.

## التأهيل العسكري
- بكالوريوس الطيران والعلوم العسكرية.
- ماجستير العلوم العسكرية - كلية القادة والأركان.
- زمالة كلية الحرب العليا - أكاديمية ناصر العسكرية العليا.
- الدورة العليا لكبار القادة - أكاديمية ناصر العسكرية العليا.

## حياته المهنية
- تدرج في الوظائف القيادية وصولاً إلى رئيس أركان القوات الجوية.
- صدق رئيس الجمهورية، القائد الأعلى للقوات المسلحة، على ترقيته إلى رتبة الفريق، اعتبارا من 22 يوليو 2018.[1]

## الأوسمة والأنواط والميداليات
- نوط الخدمة الممتازة.
- نوط الواجب العسكري من الطبقة الأولى.
- نوط 25 أبريل 1982.
- ميدالية اليوبيل الذهبي لثورة 23 يوليو 1952.
- ميدالية اليوبيل الفضي لنصر أكتوبر 73.
- ميدالية العيد الخمسيني للقوات الجوية.
- ميدالية الخدمة الطويلة والقدوة الحسنة.
- ميدالية 25 يناير.
- ميدالية 30 يونيو.
- ميدالية اليوبيل الماسي للقوات الجوية.
- ميدالية اليوبيل الفضي لتحرير سيناء.